# Aeroportul Cangyuan Washan
Aeroportul Cangyuan Washan (IATA: CWJ, ICAO: ZPCW) este un aeroport din Nuoliang⁠(d), Cangyuan Va Autonomous County⁠(d), Lincang⁠(d), Yunnan, Republica Populară Chineză ce deservește zona Cangyuan Va Autonomous County⁠(d). Aeroportul a fost tranzitat în 2022 de 132.344 de pasageri. A fost deschis în 8 decembrie 2016.
aeroportul dispune de o singură pistă.